# إيفان سليم
إيفان سليم (بالروسية: Иван Вячеславович Сулим)‏ هو لاعب كرة قدم بيلاروسي في مركز الوسط، ولد في 4 مايو 1989 في غوميل في بيلاروس. لعب مع نادي سلافيا-موزير ونادي غوميل.

## وصلات خارجية
- إيفان سليم على موقع قاعدة بيانات كرة القدم.إي يو (الإنجليزية)
- إيفان سليم على موقع Soccerway.com (الإنجليزية)